# بدیهیات
بدیهیات (همچنین بدیهایات اولیه) قضایایی هستند که سبب تصدیق آن‌ها، نزد عقل (بدون نیازی به نظر و کسب) حاضر است و قضایای نظری بر آن‌ها مبتنی‌اند. اگر کسی قضیه بدیهی را تصدیق نکند دلیل آن عدم تصور درست آن قضیه است و ربطی به تصدیق و به دنبال آن استدلال برای آن ندارد. قضایای بدیهی پنج گونه‌اند: اولیات، مشاهدات، تجربیّات، فطریات و حدسیّات.